# Bochicidae
Famille
Synonymes
- Vachoniidae Chamberlin, 1947

Les Bochicidae sont une famille de pseudoscorpions.
Elle comporte plus de 40 espèces dans douze genres.

## Distribution
Les espèces de cette famille se rencontrent en Amérique et dans la péninsule Ibérique.

## Liste des genres
Selon Pseudoscorpions of the World (version 3.0) :
- Bochicinae Chamberlin, 1930
  - Antillobisium Dumitresco & Orghidan, 1977
  - Bochica Chamberlin, 1930
  - Spelaeobochica Mahnert, 2001
  - Titanobochica Zaragoza & Reboleira, 2010
  - Troglobisium Beier, 1939
  - Troglobochica Muchmore, 1984
  - Troglohya Beier, 1956
  - Vachonium Chamberlin, 1947
- Leucohyinae Chamberlin, 1946
  - Apohya Muchmore, 1973
  - Leucohya Chamberlin, 1946
  - Mexobisium Muchmore, 1972
  - Paravachonium Beier, 1956

## Publication originale
- Chamberlin, 1930 : A synoptic classification of the false scorpions or chela-spinners, with a report on a cosmopolitan collection of the same. Part II. The Diplosphyronida (Arachnida-Chelonethida). Annals and Magazine of Natural History, sér. 10, vol. 5, p. 1-48 & 585-620.